# Anton Prohaska
Anton Prohaska (* 4. Februar 1940 in Wien) ist ein österreichischer Diplomat.

## Leben
Anton Prohaska ging in Österreich und Italien zur Schule. Er studierte Rechtswissenschaften an der Universität Wien und promovierte zum Doktor juris. 
Prohaska war in erster Ehe mit Carla Zadra (Italien), geboren in Salurn verheiratet, in zweiter Ehe mit (Sherifa) Sheikha (bint Hussein) Alatas (Saudi-Arabien), geboren in Singapur und Witwe von Sakim bin Laden. 
Er lebt in Paris, Wien und Riad.

## Auswärtiger Dienst
Prohaska trat 1963 in den auswärtigen Dienst der Republik Österreich ein. Sein Berufsleben als österreichischer Diplomat und darüber hinaus verlief überwiegend im Ausland, wobei sich die Einsätze in der multilateralen mit Aufgaben der bilateralen Diplomatie die Waage hielten.

### Multilaterale und bilaterale Diplomatie
Von 1963 bis 1965 war Prohaska in der Rechts- und Wirtschaftspolitischen Sektion des Bundesministeriums für auswärtige Angelegenheiten in Wien beschäftigt. Von 1965 bis 1967 war er in der Ständigen Vertretung Österreichs beim Europarat in Straßburg tätig, anschließend bis 1971 in der Ständigen Vertretung Österreichs bei den Vereinten Nationen in New York. 1972 berief ihn Kurt Waldheim zum Leiter des Büros des Generalsekretärs der Vereinten Nationen.
1975 wurde er im Außenministerium in Wien mit dem Aufbau der Mittelost-Abteilung betraut. 1976 bis 1979 war er Kabinettschef von Österreichs Außenminister Willibald Pahr. Von 1979 bis 1983 war er österreichischer Botschafter bei der UNESCO in Paris. 1983 wurde er als Botschafter nach Saudi-Arabien entsandt. Er war im Sultanat Oman, in der Arabischen Republik Jemen und den Vereinigten Arabischen Emiraten mitakkreditiert. Von 1987 bis 1993 war er wieder im Ministerium in Wien tätig, unter anderem war er von 1988 bis 1989 Generalsekretär Thomas Klestil zur besonderen Verwendung zugeteilt (für den Golf-Kooperationsrat GCC und Verband Südostasiatischer Nationen ASEAN). Er war Abteilungsleiter für die westliche Hemisphäre (Nord- und Südamerika) und führte Sondermissionen wirtschaftlicher, politischer und humanitärer Natur im Balkan sowie im Nahen und Mittleren Osten durch. Zuletzt nahm er (1988–1993) bei erteiltem Agrément die Beziehungen zum Libanon als nicht residierender Botschafter wahr, da die österreichische Botschaft in Beirut wegen des dort herrschenden Bürgerkriegs evakuiert war.
Von 1993 bis 1998 war er Botschafter bei der UNESCO in Paris und gewählter Vertreter im Exekutivrat. Anschließend war er bis 2001 Botschafter in der Schweiz und von 2002 bis 2007 Botschafter in Frankreich. Gleichzeitig war er Ständiger Vertreter Österreichs bei der UNESCO. Von 2004 bis 2007 war er Ständiger Beobachter Österreichs bei der Internationalen Organisation der Frankophonie (O.I.F.).

### Besondere Verwendungen
Mehrmals Sonderbotschafter zum Follow-up nach (Staats-)Besuchen von Bundespräsidenten, Bundeskanzlern und Außenministern. 1989 reiste er in Sondermissionen nach Damaskus, Teheran und Riad. 1990 erfolgten eine Sondermission zur Abwehr einer Boykottdrohung durch den Golf-Kooperationsrat (GCC) und Besuche in die sechs Golf-Kooperationsstaaten während des zweiten Golfkrieges (als Kuwait seine Regierung in Taif, Saudi-Arabien, etabliert hatte). 1991 folgte ein Einsatz als Sonderbotschafter zur Befreiung von Geiseln im Libanon. Im selben Jahr organisierte Prohaska die Rückführung eines Angehörigen der Israelischen Streitkräfte (Zahal, Israel Defense Forces IDF) von Syrien über Wien nach Israel.
1992 fungierte Prohaska als Sonderbotschafter während der Balkankriege mit Besuchen in Ankara, Kairo, in der Arabischen Liga, Saudi-Arabien, Teheran, Riad sowie der Organisation der Islamischen Konferenz in Jeddah. Nach EU-Beitritt Österreichs erfolgte eine neuerliche Mission in diese Länder. Zwischen 2008 und 2017 fungierte Anton Prohaska als Chargé de Mission des Generaldirektors der UNESCO (mit diplomatischen Projekten in Zentral- und Südosteuropa und dem Mittleren Osten). In dieser Zeit übernahm er außerdem Missionen als Sonderbotschafter in Afrika anlässlich der Kandidatur Österreichs für den UN-Sicherheitsrat (2008) und als Sonderbotschafter zur Befreiung österreichischer Al-Qaida-Geiseln in Mali, in der Folge Zusammenarbeit mit Schweden, Spanien und der Schweiz für deren Geiseln (2008).
2009 war Prohaska als Sonderbotschafter für Österreichs Kandidatur für das Amt des Generaldirektors der UNESCO mit EU-Kommissarin Benita Ferrero-Waldner. 2012, dem Jahr des Putsches malischer Streitkräfte, war er Berater in Mali bei Präsident Amadou Toumani Touré, gefolgt von einer humanitären Vermittlungsmission in Mali (2013).

## Auszeichnungen
- Kommandeurskreuz des Unabhängigkeitsordens (Jordanien)
- Kommandeurskreuz des Ordens der Eichenkrone (Luxemburg)
- Kommandeurskreuz des Danebrogordens (Dänemark)
- Homayoun-Orden III (Iran)
- Großoffizierskreuz Francisco de Miranda (Venezuela)
- Großoffizierskreuz des Zivilverdienstordens (Spanien)
- Großes Verdienstkreuz mit Stern des Bundesverdienstordens (Bundesrepublik Deutschland)
- König-Abdulaziz-Orden 1. Klasse (Saudi-Arabien)
- Großes Offizierskreuz des französischen Verdienstordens (Frankreich)
- Silbernes Komturkreuz des Ehrenzeichens für Verdienste um das Bundesland Niederösterreich
- Großes Goldenes Ehrenzeichen für Verdienste um die Republik Österreich
- Offizier der französischen Ehrenlegion